# C20orf78
C20orf78 (англ. Chromosome 20 open reading frame 78) – білок, який кодується однойменним геном, розташованим у людей на короткому плечі 20-ї хромосоми. Довжина поліпептидного ланцюга білка становить 151 амінокислот, а молекулярна маса — 17 183.
| 10         |  | 20         |  | 30         |  | 40         |  | 50         |
| ---------- |  | ---------- |  | ---------- |  | ---------- |  | ---------- |
| MFQVFKPHAG |  | EDYKYPRETE |  | TIWSHPYVVE |  | GSHKSPLESL |  | SLHGCLAAMA |
| PSITSSEDSS |  | PSQRDKKDLS |  | LDLLLTRKKR |  | SQGLHWSHWQ |  | GLNHMSIRIH |
| TPEQGSPSLG |  | QNWSWGNRKE |  | KGVAQRQVPT |  | TGTHSFFHCT |  | SEGNKEKPHH |
| F          |  |            |  |            |  |            |  |            |

A: Аланін

C: Цистеїн

D: Аспарагінова кислота

E: Глутамінова кислота

F: Фенілаланін

G: Гліцин

H: Гістидин

I: Ізолейцин

K: Лізин

L: Лейцин

M: Метіонін

N: Аспарагін

P: Пролін

Q: Глутамін

R: Аргінін

S: Серин

T: Треонін

V: Валін

W: Триптофан